# Leucochrysa (Nodita) cornesta
Leucochrysa (Nodita) cornesta is een insect uit de familie van de gaasvliegen (Chrysopidae), die tot de orde netvleugeligen (Neuroptera) behoort. 
Leucochrysa (Nodita) cornesta is voor het eerst wetenschappelijk beschreven door Banks in 1944.